# Aeolanthes conductella
Aeolanthes conductella is een vlinder uit de familie van de Lecithoceridae. De wetenschappelijke naam van de soort is voor het eerst geldig gepubliceerd in 1863 door Walker.